# Гумусут
Гумусут, Блок J (англ. Gumusut) - нефтяное месторождение на глубоком шельфе к северо-востоку от малайзийского штата Сабах. Открыто в марте 2004 году. Месторождения Гумусут начнут эксплуатировать к 2010 году.
Начальные запасы нефти оценивается до 50 млн тонн. Скважина пробурена в море с глубиной воды 1 км. Shell готовится пробурить ещё две скважины с горизонтальным стволом. 
По 40% капитала на нефтяном месторождении Гумусут принадлежит компаниям Shell и ConocoPhillips. Ещё 20% владеет малайзийская компания Petronas.